# Past na kanárka
Past na kanárka je způsob, jak odhalit kudy unikají informace. Metoda je založena na tom, že každý podezřelý dostane jinak pozměněnou verzi citlivého dokumentu a poté se pozoruje, která verze unikne. Speciální důraz je kladen na prozaickou hodnotu textu a unikátní použiti jazyka v textu. Poté se doufá, že podezřelý bude při úniku text doslovně opakovat, aby bylo možné verzi dokumentu identifikovat.
Autorem tohoto termínu je Tom Clancy, který ho použil ve svém románu Vysoká hra patriotů, kde fiktivní postava Jack Ryan popisuje svoji techniku pro odhalení zdrojů úniků tajných dokumentů. Nicméně Clancy tuto techniku nevymyslel. Past na kanárka je speciálním případem testu Barium meal, který je používán ve špionážní oblasti a byl používán zpravodajskými službami po mnoho let.
Zdokonalení této techniky využívá program, který nahradí některá slova za jejich synonyma a tím zajistí, aby byla každá kopie jiná.

## Známé případy použití pasti na kanárka
Po několika únicích ve společnosti Tesla Motors v roce 2008 ředitel společnosti Elon Musk údajně odeslal lehce odlišné e-maily všem zaměstnancům, jako pokus odhalit potenciální špehy. E-mail se tvářil jako výzva pro zaměstnance k podepsání dohody o zachování důvěrnosti. Plán selhal, když šéf právního oddělení společnosti přeposlal všem vlastní verzi dokumentu s připojenou dohodou, tím pádem měli zaměstnanci k dispozici bezpečnou kopii pro únik.